# ATP de Tóquio
O Kinoshita Group Japan Open Tennis Championships ou ATP de Tóquio é um evento tenístico masculino, realizado quadras duras, em Tóquio, Japão.

## Finais

### Simples
| Ano                                                                | Campeão               | Vice-campeão          | Resultado      |
| ------------------------------------------------------------------ | --------------------- | --------------------- | -------------- |
| 2024                                                               | Arthur Fils           | Ugo Humbert           | 5–7, 7–66, 6–3 |
| 2023                                                               | Ben Shelton           | Aslan Karatsev        | 7–5, 6–1       |
| 2022                                                               | Taylor Fritz          | Frances Tiafoe        | 7–63, 7–62     |
| Torneio não realizado em 2021 e 2020 devido à pandemia de COVID-19 |                       |                       |                |
| 2019                                                               | Novak Djokovic        | John Millman          | 6–3, 6–2       |
| 2018                                                               | Daniil Medvedev       | Kei Nishikori         | 6–2, 6–4       |
| 2017                                                               | David Goffin          | Adrian Mannarino      | 6–3, 7–5       |
| 2016                                                               | Nick Kyrgios          | David Goffin          | 4−6, 6−3, 7−5  |
| 2015                                                               | Stan Wawrinka         | Benoît Paire          | 6–2, 6–4       |
| 2014                                                               | Kei Nishikori         | Milos Raonic          | 7–65, 4–6, 6–4 |
| 2013                                                               | Juan Martín del Potro | Milos Raonic          | 7–6 2, 6–3     |
| 2012                                                               | Kei Nishikori         | Milos Raonic          | 7–65, 3–6, 6–0 |
| 2011                                                               | Andy Murray           | Rafael Nadal          | 3–6, 6–2, 6–0  |
| 2010                                                               | Rafael Nadal          | Gaël Monfils          | 6–1, 7–5       |
| 2009                                                               | Jo-Wilfried Tsonga    | Mikhail Youzhny       | 6–3, 6–3       |
| 2008                                                               | Tomáš Berdych         | Juan Martín del Potro | 6–1, 6–4       |
| 2007                                                               | David Ferrer          | Richard Gasquet       | 6–1, 6–2       |
| 2006                                                               | Roger Federer         | Tim Henman            | 6–3, 6–3       |
| 2005                                                               | Wesley Moodie         | Mario Ančić           | 1–6, 7–67, 6–4 |
| 2004                                                               | Jiří Novák            | Taylor Dent           | 5–7, 6–1, 6–3  |
| 2003                                                               | Rainer Schüttler      | Sébastien Grosjean    | 7–65, 6–2      |
| 2002                                                               | Kenneth Carlsen       | Magnus Norman         | 7–66, 6–3      |
| 2001                                                               | Lleyton Hewitt        | Michel Kratochvil     | 6–4, 6–2       |
| 2000                                                               | Sjeng Schalken        | Nicolás Lapentti      | 6–4, 3–6, 6–1  |
| 1999                                                               | Nicolas Kiefer        | Wayne Ferreira        | 7–65, 7–5      |
| 1998                                                               | Andrei Pavel          | Byron Black           | 6–3, 6–4       |
| 1997                                                               | Richard Krajicek      | Lionel Roux           | 6–2, 3–6, 6–1  |
| 1996                                                               | Pete Sampras          | Richey Reneberg       | 6–4, 7–5       |
| 1995                                                               | Jim Courier           | Andre Agassi          | 6–4, 6–3       |
| 1994                                                               | Pete Sampras          | Michael Chang         | 6–4, 6–2       |
| 1993                                                               | Pete Sampras          | Brad Gilbert          | 6–2, 6–2, 6–2  |
| 1992                                                               | Jim Courier           | Richard Krajicek      | 6–4, 6–4, 7–6  |
| 1991                                                               | Stefan Edberg         | Ivan Lendl            | 6–1, 7–5, 6–0  |
| 1990                                                               | Stefan Edberg         | Aaron Krickstein      | 6–4, 7–5       |
| 1989                                                               | Stefan Edberg         | Ivan Lendl            | 6–3, 2–6, 6–4  |
| 1988                                                               | John McEnroe          | Stefan Edberg         | 6–2, 6–2       |
| 1987                                                               | Stefan Edberg         | David Pate            | 7–6, 6–4       |
| 1986                                                               | Ramesh Krishnan       | Johan Carlsson        | 6–3, 6–1       |
| 1985                                                               | Scott Davis           | Jimmy Arias           | 6–1, 7–6       |
| 1984                                                               | David Pate            | Terry Moor            | 6–3, 7–5       |
| 1983                                                               | Eliot Teltscher       | Andrés Gómez          | 7–5, 3–6, 6–1  |
| 1982                                                               | Jimmy Arias           | Dominique Bedel       | 6–2, 2–6, 6–4  |
| 1981                                                               | Balázs Taróczy        | Eliot Teltscher       | 6–3, 1–6, 7–6  |
| 1980                                                               | Ivan Lendl            | Eliot Teltscher       | 3–6, 6–4, 6–0  |
| 1979                                                               | Terry Moor            | Pat Du Pré            | 3–6, 7–6, 6–2  |
| 1978                                                               | Adriano Panatta       | Pat Du Pré            | 6–3, 6–3       |
| 1977                                                               | Manuel Orantes        | Kim Warwick           | 6–2, 6–1       |
| 1976                                                               | Roscoe Tanner         | Corrado Barazzutti    | 6–3, 6–2       |
| 1975                                                               | Raúl Ramírez          | Manuel Orantes        | 6–4, 7–5, 6–3  |
| 1974                                                               | Rod Laver             | Ken Rosewall          | 5–7, 6–2, 6–0  |
| 1973                                                               | Ken Rosewall          | John Newcombe         | 6–1, 6–4       |
| 1972                                                               | Toshiro Sakai         | Jun Kuki              | 6–3, 6–3       |

### Duplas
| Ano                                                                | Campeões                                | Vice-campeões                        | Resultado                          |
| ------------------------------------------------------------------ | --------------------------------------- | ------------------------------------ | ---------------------------------- |
| 2024                                                               | Julian Cash Lloyd Glasspool             | Ariel Behar Robert Galloway          | 6–4, 4–6, [12–10]                  |
| 2023                                                               | Rinky Hijikata Max Purcell              | Jamie Murray Michael Venus           | 6–4, 6–1                           |
| 2022                                                               | Mackenzie McDonald Marcelo Melo         | Rafael Matos David Vega Hernández    | 6–4, 3–6, [10–4]                   |
| Torneio não realizado em 2021 e 2020 devido à pandemia de COVID-19 |                                         |                                      |                                    |
| 2019                                                               | Nicolas Mahut Édouard Roger-Vasselin    | Nikola Mektić Franko Škugor          | 7–67, 6–4                          |
| 2018                                                               | Ben McLachlan Jan-Lennard Struff        | Raven Klaasen Michael Venus          | 6–4, 7–5                           |
| 2017                                                               | Ben McLachlan Yasutaka Uchiyama         | Jamie Murray Bruno Soares            | 6–4, 7–61                          |
| 2016                                                               | Marcel Granollers Marcin Matkowski      | Raven Klaasen Rajeev Ram             | 6–2, 7–64                          |
| 2015                                                               | Raven Klaasen Marcelo Melo              | Juan Sebastián Cabal Robert Farah    | 7–65, 3–6, [10–7]                  |
| 2014                                                               | Pierre-Hugues Herbert Michał Przysiężny | Ivan Dodig Marcelo Melo              | 6–3, 36–7, [10–5]                  |
| 2013                                                               | Rohan Bopanna Édouard Roger-Vasselin    | Jamie Murray John Peers              | 7–65, 6–4                          |
| 2012                                                               | Alexander Peya Bruno Soares             | Leander Paes Radek Štěpánek          | 6–3, 7–65                          |
| 2011                                                               | Andy Murray Jamie Murray                | František Čermák Filip Polášek       | 6–1, 6–4                           |
| 2010                                                               | Eric Butorac Jean-Julien Rojer          | Andreas Seppi Dmitry Tursunov        | 6–3, 6–2                           |
| 2009                                                               | Julian Knowle Jürgen Melzer             | Ross Hutchins Jordan Kerr            | 6–2, 5–7, [10–8]                   |
| 2008                                                               | Mikhail Youzhny Mischa Zverev           | Lukáš Dlouhý Leander Paes            | 6–3, 6–4                           |
| 2007                                                               | Jordan Kerr Robert Lindstedt            | Frank Dancevic Stephen Huss          | 6–4, 6–4                           |
| 2006                                                               | Ashley Fisher Tripp Phillips            | Paul Goldstein Jim Thomas            | 6–2, 7–5                           |
| 2005                                                               | Satoshi Iwabuchi Takao Suzuki           | Simon Aspelin Todd Perry             | 5–4, 5–4                           |
| 2004                                                               | Jared Palmer Pavel Vízner               | Jiří Novák Petr Pala                 | 5–1, ab.                           |
| 2003                                                               | Justin Gimelstob Nicolas Kiefer         | Scott Humphries Mark Merklein        | 6–7, 6–3, 7–6                      |
| 2002                                                               | Jeff Coetzee Chris Haggard              | Jan-Michael Gambill Graydon Oliver   | 7–6, 6–4                           |
| 2001                                                               | Rick Leach David Macpherson             | Paul Hanley Nathan Healey            | 1–6, 7–6, 7–6                      |
| 2000                                                               | Mahesh Bhupathi Leander Paes            | Michael Hill Jeff Tarango            | 6–4, 6–7, 6–3                      |
| 1999                                                               | Jeff Tarango Daniel Vacek               | Wayne Black Brian MacPhie            | 4–3, ab.                           |
| 1998                                                               | Sébastien Lareau Daniel Nestor          | Olivier Delaître Stefano Pescosolido | 6–3, 6–4                           |
| 1997                                                               | Martin Damm Daniel Vacek                | Justin Gimelstob Patrick Rafter      | 2–6, 6–2, 7–6                      |
| 1996                                                               | Todd Woodbridge Mark Woodforde          | Mark Knowles Rick Leach              | 6–2, 6–3                           |
| 1995                                                               | Mark Knowles Jonathan Stark             | John Fitzgerald Anders Järryd        | 6–3, 3–6, 7–6                      |
| 1994                                                               | Henrik Holm Anders Järryd               | Sébastien Lareau Patrick McEnroe     | 7–5, 6–1                           |
| 1993                                                               | Ken Flach Rick Leach                    | Glenn Michibata David Pate           | 2–6, 6–3, 6–4                      |
| 1992                                                               | Kelly Jones Rick Leach                  | John Fitzgerald Anders Järryd        | 0–6, 7–5, 6–3                      |
| 1991                                                               | Stefan Edberg Todd Woodbridge           | John Fitzgerald Anders Järryd        | 6–4, 5–7, 6–4                      |
| 1990                                                               | Mark Kratzmann Wally Masur              | Kent Kinnear Brad Pearce             | 3–6, 6–3, 6–4                      |
| 1989                                                               | Ken Flach Robert Seguso                 | Kevin Curren David Pate              | 7–6, 7–6                           |
| 1988                                                               | John Fitzgerald Johan Kriek             | Steve Denton David Pate              | 6–4, 6–7, 6–4                      |
| 1987                                                               | Paul Annacone Kevin Curren              | Andrés Gómez Anders Järryd           | 6–4, 7–6                           |
| 1986                                                               | Matt Anger Ken Flach                    | Jimmy Arias Greg Holmes              | 6–2, 6–3                           |
| 1985                                                               | Scott Davis David Pate                  | Sammy Giammalva Greg Holmes          | 7–6, 6–7, 6–3                      |
| 1984                                                               | David Dowlen Nduka Odizor               | Mark Dickson Steve Meister           | 6–7, 6–4, 6–3                      |
| 1983                                                               | Sammy Giammalva Steve Meister           | Tim Gullikson Tom Gullikson          | 6–4, 6–7, 7–6                      |
| 1982                                                               | Sherwood Stewart Ferdi Taygan           | Tim Gullikson Tom Gullikson          | 6–1, 3–6, 7–6                      |
| 1981                                                               | Heinz Günthardt Balázs Taróczy          | Larry Stefanki Robert Van't Hof      | 3–6, 6–2, 6–1                      |
| 1980                                                               | Ross Case Jaime Fillol                  | Terry Moor Eliot Teltscher           | 6–3, 3–6, 6–4                      |
| 1979                                                               | Colin Dibley Pat Du Pré                 | Rod Frawley Francisco González       | 3–6, 6–1, 6–1                      |
| 1978                                                               | Ross Case Geoff Masters                 | Željko Franulović Buster Mottram     | 6–2, 4–6, 6–1                      |
| 1977                                                               | Geoff Masters Kim Warwick               | Colin Dibley Chris Kachel            | 6–2, 7–6                           |
| 1976                                                               | Bob Carmichael Ken Rosewall             | Ismail El Shafei Brian Fairlie       | 6–4, 6–4                           |
| 1975                                                               | Brian Gottfried Raúl Ramírez            | Juan Gisbert. Manuel Orantes         | 7–6, 6–4                           |
| 1974                                                               | Final não realizada devido à chuva      | Final não realizada devido à chuva   | Final não realizada devido à chuva |
| 1973                                                               | Mal Anderson Ken Rosewall               | Colin Dibley Allan Stone             | 7–5, 7–5                           |